# 光線過敏
光線過敏（こうせんかびん）は、光線の照射によって被照射部に丘疹、紅斑、水疱、膨疹などの皮膚症状を呈したり、光線が関節炎、気管支炎の原因となる疾患。光線過敏症とも呼ばれる。特定の病気、特定の薬剤や食品は原因となる。

## 分類

### 内因性
- 光作物質の皮膚への集積

ペラグラ、ポルフィリン症
- DNA修復障害

色素性乾皮症、コケイン症候群、ブルーム症候群
- メラニン色素減少による

白皮症、フェニルケトン尿症
- 原因不明

種痘様水疱症、日光蕁麻疹（まれにアナフィラキシーショックを併発）、多形日光疹、慢性光線性皮膚炎

### 外因性
- 薬剤性光線過敏症

原因薬剤は多岐に渡り、薬剤が直接作用する「光毒性皮膚炎」と「光アレルギー性皮膚炎」に大別される。
- 光毒性皮膚

一定量の薬剤と日光により、誰にでも発生する可能性がある。コールタール、抗菌薬（フレロキサシン、テトラサイクリン系抗生物質など）
- 光アレルギー性皮膚炎

薬物摂取後，日光照射によりIV型アレルギー反応で生じる。経口糖尿病薬、抗腫瘍薬、抗ヒスタミン薬、向精神薬（クロルプロマジン）、降圧薬（サイアザイド薬）、ビタミンB12など
- 代謝性光線過敏症

ポルフィリン症のようにポルフィリン代謝異常によりポルフィリン体が蓄積して起こる。
- 光毒性光線過敏症

いわゆる日焼け。だれにでも起こりうる。病的な光線過敏は日焼けを起こす度が過ぎるとも考えられる。
- 光アレルギー性光線過敏症

紫外線の特定の波長により、薬剤が化学変化を起こし、ハプテンとなり、生体蛋白質と結合し、それに対する免疫応答がおこるもの。例としては、特定の植物との接触や成分の摂取により発症する。

## 光線過敏を起こす疾患例
- 色素性乾皮症
- ペラグラ
- ポルフィリン症
- ベルロック皮膚炎
- 光線過敏性接触性皮膚炎
- 光線過敏性薬疹
- 雀卵斑（そばかす）
- 全身性エリテマトーデス

## 光線過敏を起こす代表的な食物と物質
- ソバ：ヒペリシンの誘導体であるファゴピリンを含む。
- クロレラ、アワビ：含まれるフェオホルビドaやピロフェオホルバイドaにより光線過敏を起こす。アワビは貝全体ではなく中腸腺（ウロ、ツノワタ、トチリと呼ばれている）が原因となり、特に2月から5月の春先のアワビが有毒となりうる。ただし中毒の発生は稀であり、明治時代に2件（北海道奥尻島および長崎県壱岐島）、戦後間もなくの1947年3月に岩手県気仙郡三陸町で1件（患者数16人）の中毒記録がある程度である[2]。
- ヒペリシン：オトギリソウ、セイヨウオトギリの薬効成分。
- フロクマリン：セリ科の特定の植物や、ベルガモットの精油に多く含まれる。

## 予防
外出時には、日傘や長袖で紫外線を物理的に防ぐことと、日焼け止めをこまめに塗布する必要がある。